# Edingtonite
La edingtonite è un minerale.